# Michel Duc
Michel Duc (9 september 1960) is een Zwitsers voormalig voetballer die speelde als verdediger.

## Carrière
Duc maakte zijn profdebuut in 1981 voor FC Bulle en speelde er tot in 1983. Hij maakte in 1983 de overstap naar topclub Lausanne Sports en speelde er tot in 1988. In 1988 keerde hij terug naar FC Bulle en eindigde zijn carrière in 1994.